# Юрген фон Розенштіль
Юрген фон Розенштіль (нім. Jürgen von Rosenstiel; 23 листопада 1912, Кіль — 5 липня 1942, Біскайська затока) — німецький офіцер-підводник, капітан-лейтенант крігсмаріне.

## Біографія
1 квітня 1933 року вступив на флот. Служив на навчальному кораблі «Сілезія». В 1940 році переведений в підводний флот. З 20 по 30 березня 1941 року — командир підводного човна U-143. З 31 травня 1941 року — командир U-502, на якому здійснив 4 походи (провівши в морі в цілому 180 днів). Перші 3 походи здійснив в Карибське море. 5 липня 1942 року човен був потоплений британською авіацією. Всі 52 члени екіпажу загинули.
Всього за час бойових дій потопив 14 кораблів загальною водотоннажністю 78 843 тонн і пошкодив 2 корабля водотоннажністю 23 797 тонн.
| Дата           | Назва корабля            | Тип               | Тоннаж | Вантаж                                                                               | Екіпаж | Загинули | Країна             | Конвой |
| -------------- | ------------------------ | ----------------- | ------ | ------------------------------------------------------------------------------------ | ------ | -------- | ------------------ | ------ |
| 7 жовтня 1941  | Svend Foyn (пошкоджений) | Китобійна база    | 14,795 | Нафтове паливо, а також літаки та цистерни як палубні вантажі                        | 328    | 30       | Британська імперія | HX-152 |
| 16 лютого 1942 | Tia Juana                | Паровий танкер    | 2,395  | Сира нафта                                                                           | 26     | 17       | Британська імперія |        |
| 16 лютого 1942 | Monagas                  | Паровий танкер    | 2,650  | Нафтопродукти                                                                        | 31     | 5        | Венесуела          |        |
| 16 лютого 1942 | San Nicolas              | Паровий танкер    | 2,391  | Сира нафта                                                                           | 26     | 7        | Британська імперія |        |
| 22 лютого 1942 | J.N. Pew                 | Паровий танкер    | 9,033  | 104 270 барелів мазуту                                                               | 36     | 33       | США                |        |
| 23 лютого 1942 | Thalia                   | Тепловий танкер   | 8,329  | Баласт                                                                               | 41     | 1        | Панама             |        |
| 23 лютого 1942 | Sun (пошкоджений)        | Тепловий танкер   | 9,002  | Баласт (вода)                                                                        | 42     | 0        | США                |        |
| 11 травня 1942 | Cape of Good Hope        | Торговий теплохід | 4,963  | 7500 тонн генеральних та військових вантажів                                         | 37     | 0        | Британська імперія |        |
| 24 травня 1942 | Gonçalves Dias           | Торговий пароплав | 4,996  | Генеральні вантажі, включаючи каву                                                   | 45     | 6        | Бразилія           |        |
| 28 травня 1942 | Alcoa Pilgrim            | Торговий пароплав | 6,759  | 9500 тонн бокситової руди                                                            | 40     | 31       | США                |        |
| 3 червня 1942  | M.F. Elliott             | Паровий танкер    | 6,940  | Баласт (вода)                                                                        | 45     | 13       | США                |        |
| 9 червня 1942  | Franklin K. Lane         | Паровий танкер    | 6,589  | 73 000 барелів сирої нафти                                                           | 41     | 4        | США                | TO-5   |
| 9 червня 1942  | Bruxelles                | Торговий пароплав | 5,085  | 900 тонн генеральних вантажів                                                        | 48     | 1        | Бельгія            | TO-5   |
| 15 червня 1942 | Scottsburg               | Торговий пароплав | 8,001  | 10 500 тонн генеральних вантажів та військових матеріалів, включаючи танки та літаки | 51     | 5        | США                |        |
| 15 червня 1942 | Cold Harbor              | Торговий пароплав | 5,010  | 6200 тонн військових матеріалів, включаючи 28 танків, літаків та боєприпасів         | 51     | 7        | Панама             |        |
| 15 червня 1942 | West Hardaway            | Торговий пароплав | 5,702  | 7000 тонн військових запасів та вугілля                                              | 50     | 0        | США                |        |

## Звання
- Кандидат в офіцери (1 квітня 1933)
- Фенріх-цур-зее (1 липня 1934)
- Оберфенріх-цур-зее (1 квітня 1936)
- Лейтенант-цур-зее (1 жовтня 1936)
- Оберлейтенант-цур-зее (1 червня 1938)
- Капітан-лейтенант (1 квітня 1941)

## Нагороди
- Медаль «За вислугу років у Вермахті» 4-го класу (4 роки)
- Іспанський хрест в сріблі (6 червня 1939)
- Залізний хрест
  - 2-го класу (5 листопада 1940)
  - 1-го класу (17 березня 1942)
- Нагрудний знак підводника (22 січня 1941)
- Відзначений у Вермахтберіхт
  - «В боротьбі з ворожим морським постачанням особливо відзначилися підводні човни під керівництвом капітан-лейтенантів Мора, Топпа, Вітте і фон Розенштіля та оберлейтанта цур-зее Ітеса.» (18 червня 1942)